# Bruning
Bruning – wieś w Stanach Zjednoczonych, w stanie Nebraska, w hrabstwie Thayer.